# 世界プロボクシング
世界プロボクシング（せかいプロボクシング）は、U-NEXTにて配信されるプロボクシング中継である。

## 概要
2022年9月21日、U-NEXTはアメリカのCSI SPORTSと同社が運営する格闘技専門チャンネルFIGHT SPORTSの日本における独占配信契約を締結。同日よりフロイド・メイウェザー・ジュニア、マニー・パッキャオ、マイク・タイソンなどFIGHT SPORTSが権利を持つ過去の名勝負のアーカイブを配信。
10月より『FIGHT SPORTS 24/7』のリニア配信を開始。
10月16日のデオンテイ・ワイルダー 対 ロバート・ヘレニウス戦より日本語実況付きのライブ配信ページを新設し、『世界プロボクシング』として配信開始。
イギリスのBOXXER（Sky Sports）、クイーンズベリー・プロモーションズ（TNT Sports）などの試合を月に1回程度ライブ配信している。過去には日本語実況付きで配信していたが、2024年10月6日のニック・ボール対ロニー・リオス戦以降は日本語実況は付かず英語音声のみの配信となっている。2023年まではアメリカのプレミア・ボクシング・チャンピオンズ（Showtime）の試合を中心に配信していたが、同興行がShowtimeのスポーツ部門閉鎖に伴うボクシング中継打ち切りにより2023年12月をもってShowtimeでの放送が終了すると同時にU-NEXTでの配信も終了した。
2024年11月24日、当番組初の日本人選手出場試合としてドイツ・ハイデルベルクで行われたティナ・ルプレヒト対松田恵里のWBA・WBC・WBO女子世界アトム級タイトルマッチを配信。

### FIGHT SPORTSとは
FIGHT SPORTSはCSI SPORTSが手掛ける格闘技専門チャンネルである。1997年に設立され、2022年9月現在190ヶ国以上にて展開している。2012年より24時間365日放送・配信の『FIGHT SPORTS 24/7』を開始し、現在は50ヶ国以上でボクシングや総合格闘技、キックボクシング、柔道、相撲など多くのジャンルの格闘技を放送・配信している。

## 主な出演者
日本語実況付きで配信していた時代の出演者。大半は同じくU-NEXTにて配信している『TREASURE BOXING』と共通している。

### 解説
- 長谷川穂積（元WBC世界バンタム級・フェザー級・スーパーバンタム級王者、現KOBE長谷川ボクシングジム会長）
- 伊藤雅雪（元WBO世界スーパーフェザー級王者、現TBプロモーション代表）
- 岩佐亮佑（元IBF世界スーパーバンタム級王者）
- 小國以載（元IBF世界スーパーバンタム級王者、角海老宝石所属）

このうち、長谷川と伊藤は同じくU-NEXTにて配信している国内ボクシング中継である『DYNAMIC GLOVE』の解説も兼任している。

### 実況
- 四家秀治
- 市川勝也
- 西達彦
- 中野玄
- 中元翔一
- 鈴木芳彦

全員フリーアナウンサーであり、このうち中元は『DYNAMIC GLOVE』の実況も兼任。